# استان گیونگ‌گی
استان گیونگ‌گی (به انگلیسی: Gyeonggi-do)، یکی از ۹ استان کشور کره جنوبی است.

## استان و ایالت‌های خواهر خوانده
- گاوتینگ
- هلند شمالی
- تایپه
- مخیکو
- ویرجینیا
- یوتا
- فلوریدا
- پاهانگ
- کاتالونیا
- آیچی
- استان کاناگاوا
- گوانگ‌دونگ
- شاندونگ
- لیائونینگ
- هبئی
- بریتیش کلمبیا
- آلتو پارنا
- کوئینزلند